# Йосиф (български архиепископ)
Вижте пояснителната страница за други личности с името Йосиф.
Йосиф или Стефан е първият църковен глава на основаната през 870 г. Българската архиепископия.
Учредяването на Архиепископията е безпрецедентен дотогава случай в историята на православния свят и серия от събития довеждат до него. През 864 г. българският владетел Борис сключва мир с Византия след поредната неуспешна война с империята. Ако може да се вярва на византийските хронисти (Продължителя на Теофан и неговите многобройни преписвачи, Теофилакт Охридски), победителят му поставя условието да приеме християнството. Борис покръства официално цяла България и през следващите години предприема редица дипломатически стъпки, за да получи правото да основе собствена българска църква, начело на която стои международно признат архиепископ. Очевидно привлечен от щедрите обещанията в тази насока на папа Николай I, князът на България скоро обръща гръб на Константинополската патриаршия и се сближава с Рим. В периода 866 – 870 г. България се подчинява на папата, който обаче не изпълнява изконното желание на Борис и пропуска шанса да обвърже трайно новопокръстената държава с катедрата на свети Петър. Вследствие на факта че папа Адриан II отказва да назначи български архиепископ, настъпва повторно стопляне на отношенията между България и Византия и с новия византийски император Василий I Македонец се водят тайни от Рим преговори за създаването на архиепископия на българите.
Така се стига до IV събор в Константинопол (известен като VIII Вселенски събор), на който (според доста подробния разказ на Анастасий Библиотекар) пред невярващите очи на папските представители дипломатите на княз Борис открито поставят искането да се откъснат от влиянието на римския понтифекс и отново да преминат към Константиполската патриаршия. След съответното решение на събора, взето на 4 март 870 г., със съдействието на Патриаршията и византийския император са положени основите на Българската архиепископия. Решено е българският диоцез да бъде организиран в отделна от Патриаршията църковна единица и нейният йерарх да получи титлата архиепископ. Както личи от редица византийски източници, в които има сведения за статута на ранната Българска църква – Тактиките на Филотей и Бенешевич, грамотите на император Василий II Българоубиец относно Охридската архиепископия (наблюдавана от византийците като наследница на Българската архиепископия), издадени след окончателното завладяване на България през 1018 г., т.нар. Византийска бележка за каноническото положение на Първа Юстиниана от XII век, съчинението на църковния автор Нил Доксопатър за Охридската архиепископия от 1143 г. и бележките на епископ Михаил Деволски към съчинението „Исторически свод“ на Йоан Скилица от 1118 г. – първоначално Архиепископията е лишена от всякакви права, гарантиращи ѝ автономно съществуване. Официално тя е подчинена на константинополския патриарх. Но някои по-късни събития ясно свидетелстват за това, че в действителност император Василий I се разпорежда с делата на младата църква. Така например според сведенията на Анастасий Библиотекар още първата официална нота до княз Борис, след като новите българо-византийски отношения стават публично достояние, произлиза от императорската канцелария: "... на българските пратеници (на VIII Вселенски събор) било предадено някакво писмо, написано с гръцки думи и букви, в което се казвало, че източните местоблюстители, бидейки посредници между римските местоблюстители и патриарх Игнатий, уж били решили страната на българите, която се намира в Илирик, да се подчинява на Константинополския диоцез". Добре е известно, че на Фотиевия събор през 879 г. папските легати поискват да се възстанови римската църковна юрисдикция над българския диоцез. Актовете на събора са запазени и до днес и ясно свидетелстват за това, че от византийска страна отказват да обсъждат този въпрос, тъй като по него има право да се произнесе единствено император Василий I, а той отсъства от заседанията.
Ето защо най-вероятно византийският император е този, който прави избора на българския архиепископ. Той определя статуквото на Българската архиепископия и нейните отношения с патриаршията в Константинопол. Василевсът е отговорен за изпращането на редовни мисии от византийски свещеници и монаси в пределите на България, които да обслужват Архиепископията. Именно при една такава мисия през 886 г., за която Най-старото житие на Наум Охридски от началото на Х век изрично посочва, че е проводена от Василий I, в българската столица Плиска попадат учениците на архиепископ Методий. Не е никак случайно, че всички писма на папите Адриан II и Йоан VIII, целящи да се оспори решението на VIII Вселенски събор и българският диоцез отново да бъде поставен под върховенството на Рим, са отправени директно към византийския василевс. Изглежда, че при наследниците на Василий I това положение се запазва – всяка промяна в статута на Българската църква неизменно е свързана с императорската институция. Според един изключително важен извор за българската средновековна история – т.нар. Дюканжов списък на българските архиепископи – василевсът (в случая Роман I Лакапин), подпомогнат от византийския синклит, въздига църквата на българите до ранг патриаршия през първата половина на Х век. Според същия писмен паметник не патриархът, а именно император Йоан Цимисхий отнема ранга патриарх на българския архиерей Дамян, заварен от него в Дръстър през 971 г. при първото завладяване на България, и възстановява Българската църква отново като архиепископия.
Не е известно дали при тези обстоятелства княз Борис е принуден да отстоява политическата независимост на българската държава, а и ще бъде прекалено, ако за архиепископ Йосиф се говори единствено като за проводник на императорската воля в Плиска.
Византийските хронисти представят създаването на Българската архиепископия и пристигането на Йосиф в България със следните думи: „Обаче поради честите увещания и бляскави приеми, а още повече поради великодушните почести и дарове на императора, те (българите) се съгласиха да приемат и да се подчинят на архиепископ и да се изпълни страната им с епископи.“ Не е ясно защо при избора си на български архипастир Василий I се спира именно на Йосиф. По никакъв начин обаче не може да се твърди, че той е направил лош избор, който не се е харесал на княз Борис. Непосредствено сред VIII Вселенски събор българският владетел се заема да прогони от страната пребиваващите там римски свещеници. Анастасий Библиотекар разказва, че това става против волята на свещенослужителите и след плащането на значителен подкуп на техния предводител епископ Гримоалд Полимартийски. Очевидно Борис действа много бързо и още преди да е изтекла 870 г. България приема първата мисия от византийски свещенослужители, начело на която стои Йосиф. Скоропосижното установяване на византийския клир в българския диоцез се доказва от известния надгробен надпис от Силистра, който гласи: „(Тук почива ...), монах и архидякон на епископ Николай, който бе негов чичо; той почина през 6379 година, индикт 4, на 5 октомври, петък, по времето на прочутия и христолюбив владетел Михаил (т.е. княз Борис)“. Датата от надписа е 5 октомври 870 г. и по този начин той свидетелства, че само няколко месеца слез VIII Вселенски събор в Дръстър (Силистра) вече свещенодейства епископ.
Има вероятност името на първия български архиепископ да е Стефан, а не Йосиф. Това се извежда от единствения писмен източник, където се споменава този духовник – старобългарския разказ „Чудото на свети Георги с българина“. Творбата е позната от няколко преписа, прозхождащи от България, Русия и Сърбия, в които се срещат две имена на българския архиепископ – Йосиф и Стефан. Краткият текст на разказа, който ни интересува, гласи, че княз Борис „... доведе свети Йосиф (Стефан) и други учители и наставници, съгради църкви и манастири, постави епископи, попове и игумени, които да учат и ръководят народа му по Божия път.“. Тъй като не е възможно да се определи кое име е вярното, в науката е прието компромисното решение първият български архиерей да се посочва и с двете имена.
В рамките на предположенията може да се изтъкне, че и двете имена са грешни. Най-ранните преписи на „Чудото на св. Георги“ са от XIV и XV век, т.е. от оригинала ги делят повече от четири века. Най-вероятно това са преписи, снети от по-рано направени преписи и при изготвянето им са налице необходимите условия за преписвачески грешки и оттам смислово отделяне от оригиналния текст. В същото време българската медиевистика е поставена пред един интересен сфрагистичен паметник, който е много труден за интерпретиране: оловният печат на Исая, епископ на България. Този български прелат не ни е известен от друг исторически извор, а ранната датировка на печата му – средата до края на IX век – говори за това, че той е един от първите духовни водачи на българската катедра. Трябва да се добави, че разполагаме с едно писмо на папа Йоан VIII до княз Борис от 878 г., в което се споменава българският архиепископ по това време – това е Георги. Архиерейството на Георги е сравнително добре документирано и може да се проследи до началото на княз Симеоновото управление, т.е. до 90-те години на IX век. И така, ако през 870 г. църквата на българите се оглавява от Йосиф (Стефан), а преди 878 г. и през следващите поне петнадесетина години тя вече е ръководена от Георги, къде може да се „постави“ свещенослужителството на (архи)епископ Исая? Възможностите са три: Исая да е епископ в България след покръстването в 865 г. до идването на римските епископи в 867 г. или да е бил архиепископ за много кратко време между Йосиф (Стефан) и Георги или да е идентичен с прелата, упоменат в разказа „Чудото на св. Георги с българина“ (т.е. с Йосиф).
От двата цитирани по-горе текста ясно личи, че още от самото си създаване българският църковен диоцез е разпределен на епископски катедри. Техните титуляри очевидно също са назначавани от императорския двор и само услово са подвластни на Йосиф (Стефан). Не е възможно да се определи техният брой или метрополии, причина за което е оскъдната изворова база или легендарният характер на източниците, които позволяват да бъдат използвани при проучването на въпроса. Така например архиепископ Теофилакт Охридски пише, че Борис „... опасал цялата си подвластна България със седем съборни храма...“, т.е. епископски катедри. Самият Теофилакт обаче поставя една от тези катедри в град Девол. Това селище се намира на югозапад от Охрид, който според доста оправданото мнение на Александър Кузев до 879 г. принадлежи към диоцеза на Константинополската патриаршия, тъй като на т. нар. Фотиев събор, свикан през същата година, присъства епископ Гаврил Охридски като представител на Патриаршията. Следователно Охрид и Девол са предадени на Българската архиепископия през 80-те години на IX век, но преди Климент Охридски да бъде изпратен от княз Борис в тези територии. Към 886 – 887 г. той посещава тези градове като средища, в които е установена българска църковна власт. Условното подчинение на българските епископи пред архиепископ Йосиф (Стефан) се извежда от споменатото послание на папа Йоан VIII до княз Борис с дата 878 г. В него римският понтифекс доста бурно се противопставя на ръкополагането на някой си Сергий за белградски епископ, което архиепископ Георги си е позволил да извърши от името на Патриаршията. От времето на учредяването ѝ Рим оспорва законността на Българската архиепископия и правомощията на нейните йерарси. Но едва в това писмо на Йоан VIII за пръв път се среща възражение относно предприето от българския архиерей ръкополагане. Следователно назначаването на Сергий е прецедент и по-рано такова не се е състояло.
Архиепископ Йосиф (Стефан) често се споменава във връзка с прочутия литературен паметник от XIII век Синодик на цар Борил. В Синодика е включен поменник на редица исторически личности, които имат отношение към Българската държава и църква. Изредени са също и предводителите на Българската патриаршия от Х век при управлението на цар Петър I. Пред техните имена съставителите на Синодика са написали: „На Йосиф, новия изповедник – вечна памет“. Приема се, че става дума за първия български архиепископ, който е обявен от църквата за светец поради някакви претърпени мъчения в името на християнската вяра. Популярна е хипотезата, че Йосиф е станал жертва на гоненията срещу християните, извършени от княза-езичник Владимир Расате в периода 889 – 893 г. Поради това архиепископът е известен и като Йосиф Изповедник. Днес хипотезата за неговите мъченичество и смърт, лансирана основно от Васил Златарски, вече се отхвърля, тъй като е доказано, че в Синодика се има предвид цариградският патриарх Йосиф I (1267 – 1275). Също така все повече учени не са съгласни с твърдението, че княз Владимир има пристрастия към езичеството и предприема насилствени мерки за възвръщането на старите религиозни обичаи.
През 872 г. Петър Сицилиански написва едно съчинение, което разобличава, оспорва и отхвърля манихейската ерес. Той го изпраща като дар на българския архиепископ. Причината за изготвянето на творбата е, както сам авторът съобщава, че манихеите от Тефрика „... щели да изпратят някои от тях в земите на България, за да откъснат някои люде от православната вяра и да ги привлекат към своята нечестива ерес...“. Пълното наименование на произведението е „Полезна история и опровержение на ереста на манихеите, които се наричат и павликяни, посветена на архиепископа на България“. Логично е да се допусне, че адресат на това послание от Петър Сицилиански е архиепископ Йосиф.
От посланието на Йоан VIII до княз Борис се вижда, че Йосиф (Стефан) ръководи Българската църква само няколко години, тъй като през 878 г. тя вече се управлява от архиепископ Георги. С абсолютна сигурност може да се твърди, че постоянна резиденция на Георги е Плиска, тъй като по-голямата част от неговите моливдовули е открита при археологически разкопки в старата столица или близо до нея. Ето защо е напълно основателно да се предположи, че столичният град е средище на Архиепископията и при неговия предшественик Йосиф (Стефан). Разпространеното мнение, че първосвещеникът на България през 870 г. получава титлата „митрополит на Дръстър“ и се подвизава в крайдунавския град, е слабо аргументирано и невярно. То се основава изцяло на споменатия по-горе Дюканжов списък на българските архиепископи, където за първия патриарх на българите Дамян се казва, че светителства в Дръстър. Тази кратка податка за някои учени е достатъчна, за да посочат, че българските йерарси – първо архиепископи, а после патриарси – резидират в Дръстър, докато Йоан Цимисхий прогонва оттам Дамян. Подобно твърдение се нуждае от допълнителна аргументация, каквато липсва. Цитираният по-горе силистренски надпис недвусмислено посочва, че при учредяването на Българската църква Дръстър става център на епископия, където свещенодейства епископ Николай. В Първата българска държава църковната титла митрополит не е регистрирана и следователно няма духовни лица, удостоени с нея.